# Batalla de Trepa
La batalla de Trepa fou un dels episodis de la guerra del francès.

## Antecedents

Campanyes franceses

Després de la desastrosa Convenció de Sintra, en la qual es va permetre la repatriació de les tropes franceses derrotades en la batalla de Vimeiro, els comandants de l'exèrcit britànic van ser cridats a la seva pàtria per enfrontar-se a una recerca i les tropes expedicionàries britàniques a Espanya i Portugal van ser deixades al comandament de John Moore. Amb l'arribada del propi Napoleó amb un exèrcit a Espanya, els francesos van entrar a Madrid el 4 de desembre, van posar setge a Saragossa, que caigué en 21 de febrer de 1809, Soult rep ordres de l'emperador de perseguir i derrotar l'exèrcit anglès del general Moore, que ha de reembarcar durant la batalla de La Corunya
El rearmament austríac que acabaria amb la guerra de la Cinquena Coalició provocà que Napoleó marxés de Valladolid el 17 de gener, arribant a París el 23 de gener i va ordenar al mariscal Soult que envaís Portugal des del nord però l'hivern va fer impracticable el Miño.
El marquès de la Romana, Pere Caro Sureda, amb els fragments dels exèrcits destrossats pels francesos operaven una trentena de milers de guerrillers i milícies a les costes de Galícia i Astúries, assaltant les 17.000 tropes de Michel Ney. Establir guarnicions a la regió hostil va consumir la major part dels recursos de Ney, i el març de 1809, els francesos van evacuar Vigo i Tui i es van retirar del sud de Galícia infestats per guerrilla. El marquès de la Romana havia decidit no defensar Ourense, perquè creia que Soult es retirava de Galícia al llarg del Miño i va romandre a la seva base de Monterrei, a prop de la frontera portuguesa esperant que els francesos anessin cap al nord. Aviat es va fer evident que això no era el que tenia al cap Soult. Va romandre a Ourense durant nou dies, recollint les seves forces i preparant-se per anar al sud. El 4 de març, Soult finalment va sortir d'Ourense en direcció a Monterrei i la frontera portuguesa a Chaves. La Romana pretenia mantenir-se i lluitar en cooperació amb les forces portugueses del general Francisco da Silveira, però les relacions entre els aliats es van complicar i el 4 de març La Romana va canviar d'opinió i a mesura que Soult avançava cap a ells, es retirava cap a l'est.

## Batalla
La cavalleria de Franceschi de Soult va aconseguir atrapar el 6 de març a 1.200 homes de la rereguarda espanyola de Nicolás de Mahy a Trepa, causant 300 baixes i 600 presoners, però el cos principal de l'exèrcit va poder escapar.

## Conseqüències
Amb l'exèrcit espanyol de retirada i amb la resistència de les forces portugueses situades entre Cerveira i Valença, Soult va decidir fer una volta per la frontera muntanyosa de l'alt Minho i va travessar la frontera el 7 de març de 1809 per Trás-os-Montes amb 23.000 homes, d'ells 4.000 a cavall, i 50 peces d'artilleria, prenent Chaves el 12 de març i escombrant les defenses de Braga el 20 de gener i Porto el 28 de març però no va poder gaudir gaire del seu èxit perquè gairebé al mateix temps, els ordenanças van tallar les seves comunicacions amb Espanya i una guarnició de 1.800 homes va ser capturada per la força portuguesa de Francisco da Silveira al setge de Chaves. El mariscal francès va començar a planificar un descans. La següent acció va ser la batalla de Grijó. La ciutat fou represa el 12 de maig pels britànics i portuguesos sota Wellesley a la segona batalla de Porto.